# Нидерландский институт Южной Африки
С 1997 по 2012 год Нидерландский институт Южной Африки (нидерл. Het Nederlands instituut voor Zuidelijk Afrika, NiZA) — неправительственная организация в Нидерландах для поддержки жителей Южной Африки. Институт располагался в Амстердаме. С 2012 года организация носит название «ActionAid Nederland».

## История
Институт образован в 1997 году в результате слияния трех организаций, которые занимались борьбой с апартеидом и колониализмом в странах Южной Африки (включая Южную Африку, Анголу и Мозамбик):
- Институт Южной Африки (IZA) (1994–1997 годы), возникший на базе Нидерландского движения против апартеида (нидерл. Anti-Apartheids Beweging Nederland, AABN) (1971–1994 годы);
- Фонд Эдуардо Мондлане (нидерл. Eduardo Mondlane Stichting1969–1997 годы);
- Комитет Южной Африки (нидерл. Komitee Zuidelijk Afrika, 1977–1997 годы), возникший на базе Комитета Анголы (нидерл. Angola Comité, 1961–1976 годы).

## Архивы
Архивы упомянутых организаций были переданы институту в Международный институт социальной истории в Амстердаме в 2008 году. Сюда также вошли материалы известных активистов, таких как Ситце Босгра из Комитета Анголы, Конни Браам из Нидерландского движения против апартеида и Клаас де Йонге.

## Присоединение к ActionAid
После отмены апартеида и деколонизации юга Африки институт расширил поле своего внимания. В 2007 году институт присоединился к международной организации солидарности ActionAid. В апреле 2012 года институт стал полноправным членом организации «ActionAid International» и с тех пор называется «ActionAid Nederland».

## Внешние ссылки
- Архив — Нидерландский институт Южной Африки (ныне ActionAid Nederland)
- Официальный сайт ActionAid Nederland